# Гляд Василь Петрович
Василь Петрович Гляд (1924-3.07.1993)

## Життєпис
Народився в Ромни на Полтавщині. Майстер бандури харківського зразка по конструкції братів Гончаренків. Жив у м. Ґлостер, Англія. Першу бандуру зробив в 1947 р. Виробляв бандури для бандуристів Англії та Європи а також його інструменти мали попит в Північній Америці та Австралії.
Зробив понад 120 бандур. На бандурах В. Гляда грають В. Луців, В. Мішалов, М. Постолан, В. Юркевич, Ю. Булавін.
Інструменти В. Гляда стали зразки для харківських інструментів які розробив В. Герасименко.
В.М.